# プレミア音楽祭
プレミア音楽祭（プレミアおんがくさい）は、2011年から2013年までテレビ東京系列で毎年放送していた音楽番組であり、特別番組でもある。

## 概要
テレビ東京は1970年から毎年夏に『夏祭りにっぽんの歌』を放送してきたが、主力だった演歌・歌謡曲を好む視聴者が時代の経過とともに減ってきたことから、それ以外のジャンルの歌手・アーティストも出演できる企画に変更するため、41年続いた『夏祭りにっぽんの歌』を当番組にリニューアルした。

### 『にっぽんの歌』との関係および当番組の放送時期
2011年に放送された初回放送の『プレミア音楽祭2011夏〜頑張ろう!にっぽんの歌〜』は、『にっぽんの歌』シリーズとして引き続き放送された。
なお、同年10月13日より『木曜8時のコンサート〜名曲!にっぽんの歌〜』（以下、『木8』）という、かつて週1回で放送していた『にっぽんの歌』のリメイクともいえる番組が開始された影響から、2012年より『夏祭りにっぽんの歌』は『木8』の特別版である『木曜8時のコンサート〜夏祭りにっぽんの歌〜』（2週連続2時間特番）として毎年8月に放送されている。また、『プレミア音楽祭2012』は昨年とは異なり、『にっぽんの歌』シリーズから外れ、副題なし、演歌・歌謡曲を扱わない内容で、放送日も9月9日と、前年の夏から秋へ大幅に変更された。2013年には『プレミア音楽祭2013』として、放送時期を前々年と同様夏（7月）に復すが、それ以外は前年の『プレミア音楽祭2012』と同様のスタンスで放送。

### テレ東音楽祭へ
2014年は当番組に替わり所ジョージ総合パーソナリティーによる『テレビ東京開局50周年特別企画 テレ東音楽祭（初）』を6月26日18:30 - 23:24に生放送。レギュラー番組の『木8』と統合の上、第1部を五反田ゆうぽうとホールより宮本隆治・松丸友紀司会による『モクハチ!今夜だけ木曜6時半のコンサート』のタイトルで『夏祭り-』テイスト。第2部をテレビ東京天王洲スタジオより国分太一（TOKIO）司会による『慣れない生放送 ドタバタですいませんSP』のタイトルで『プレミア-』テイストの内容で行った。
2015年も国分太一総合MCによる『テレ東音楽祭（2） ようこそ、テレ東へ!』のタイトルで継続して放送され『プレミア-』は2013年を最後に事実上打ち切られた格好となった。

## 各年の放送内容

### 第1回（2011年）
- 放送日時：2011年7月1日 19:00 - 21:48
- 司会：徳光和夫・南こうせつ・中山秀征・松丸友紀（テレビ東京アナウンサー）
- 会場:中野サンプラザ

### 第2回（2012年）
- 放送日時：2012年9月9日 19:00 - 21:48
- 司会：徳光和夫・中山秀征・繁田美貴（テレビ東京アナウンサー）
- 会場:舞浜アンフィシアター

### 第3回（2013年）
- 放送日時：2013年7月14日 19:00 - 21:48
- 司会：松丸友紀・増田和也（いずれも当時テレビ東京アナウンサー）
- 会場:舞浜アンフィシアター

## スタッフ

### 第3回現在
- ナレーション：服部潤（第3回）
- 構成：青島利幸
- VTR構成：平岡秀章（第3回）
- アレンジ・指揮：佐藤準（第2・3回）
- アレンジ：山川恵津子（第2・3回）、北浦正尚（第3回）、浜田ピエール裕介（第2・3回）、今泉洋（第3回）、高木洋（第2・3回）
- TD/SW：近藤剛史[注 3]
- 映像：北村宏一（第2・3回）[注 4]
- 映像・照明調整：水野暁夫（第3回）
- 撮影：吉田健吾・丸山真平（第3回）
- 音声：五十嵐公彦（第2・3回）[注 4]
- 照明：宮田和（第3回）
- 音効：木村俊之（OKK音響企画）[注 5]
- 編集：富田一弘・小川洋行（第3回）
- アートプロデューサー：薬王寺哲朗[注 3]
- デザイン：本橋智子（第2・3回）[注 4]
- 美術進行：野本和広（第2・3回）[注 4]
- 大道具：冨田泰史（東宝舞台）[注 3]
- 電飾：及川博安（第2・3回）[注 4]
- アクリル装飾：是安弘樹（ナカムラ綜美）[注 3]
- Dotimage：諌山喜由・森本紀子（第3回）
- CG：OADJOB・CR（第3回）
- GET cam：グリップアソシエイト（第2・3回）[注 6]
- 技術協力：レントアクト昭特（第2・3回）
- 総務：大山比桃美（第2・3回）[注 7]
- デスク：野中優（第2・3回）
- 演出補：小野裕之（第2・3回）、朝比奈諒（第1・3回）、宇賀神敬行（第2・3回）、姫野慈子（第3回）
- ディレクター：福本俊二（第3回）、長田剛（第1・3回）（エムファーム）[注 8]
- プロデューサー：宮川幸二、星俊一（第2・3回）[注 7]、植木栄次（エムファーム）（第2・3回）[注 9]
- 総合演出：柴幸伸（第2・3回）[注 10]
- チーフプロデューサー：関光晴（第3回）[注 11]
- 制作協力：エムファーム（第2回）
- 製作著作：テレビ東京

### 過去のスタッフ
- 監修：松原史明（第1回）
- 音楽：京建輔・義野裕明・河合徹三（第1回）
- 指揮：豊岡豊（第1回）
- 振付：花柳糸之（第1回）
- 演奏：サウンドギャラクシー・フラワーアンサンブル（第1回）
- コーラス：ウィッシュ（第1回）
- アレンジ：水谷広実（第2回）
- メイン会場中継（第1回）
  - VE：辻源之
  - TK：宮本美智子（ジャム・オフィス）
  - デザイン：小野清菜
  - 美術進行：高橋昭三
  - 電飾：高橋修（コマデン）
- テレビ東京サブ会場（第1回）
  - SW：伊藤輝雄
  - VE：小峰信彦
  - 音声：田中英治
  - TK：中嶋梨沙（ジャム・オフィス）
- メイン会場中継（第2回）
  - TD：近藤剛史（第2回）[注 12]
  - VE：北村宏一（第2回）
  - カメラ：田中圭介（第2回）[注 13]
  - クレーン：佐藤秀夫（グリップアソシエイト）
  - 音声：五十嵐公彦（第2回）
  - 照明：小林瑞雪（第1・2回共通）
  - TK：葛貫明子（第2回）
  - アートプロデューサー：薬王寺哲朗（第1・2回共通）
  - デザイン：本橋智子（第2回）
  - 美術進行：野本和広（第2回）
  - 大道具：冨田泰史（東宝舞台）（第1・2回共通）
  - 電飾：及川博安（第2回）
  - アクリル装飾：是安弘樹（ナカムラ綜美）（第1・2回共通）
- テレビ東京サブ会場（第2回）
  - TD：田中寿子（第2回）
  - VE：佐藤誠二（第2回）
  - 音声：西山恵美子（第2回）[注 14]
  - ディレクター：矢部宏光・水野亮太・福本俊二（第2回）
  - TK：飛田亜也（第2回）
  - 音効：木村俊之（OKK音響企画）（第2回）[注 14]
- 総務：牛原隆一（第2回）
- 演出補：田辺夏子（BMC）（第1回）
- 協力プロデューサー：川原伸司・田辺章男・早川隆（第2回）
- キャスティング：櫻田宣弘（エムファーム）（第1回）
- チーフ・プロデューサー：大原潤三（第1・2回）
- 制作協力：BSジャパン（第1回）